# Plies

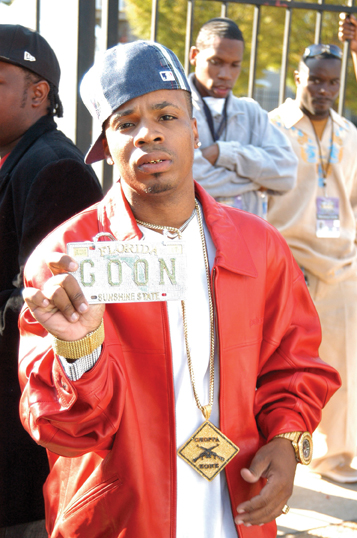
Plies (2008)

Plies (* 1. Juli 1976 in Fort Myers, Florida; richtiger Name Algernod Lanier Washington) ist ein US-amerikanischer Gangsta-Rapper.

## Leben
Washington wuchs in East Dunbar, Florida auf und begann in den späten 1990er Jahren auf dem Label seines Bruders Big Gates zu rappen. 2003 wurde er bei Slip-n-Side Records unter Vertrag genommen und veröffentlichte mehrere Mixtapes.
Er schrieb außerdem das Rap-Stück I Wanna Love You, auch bekannt als I Wanna Fuck You, das 2006 Platz 1 in den Hot 100-Charts sowie Platz 3 in den britischen Charts erreichte und nahm ihn ursprünglich zusammen mit Akon auf, er wurde jedoch aus Marketinggründen durch Snoop Dogg ersetzt. Plies war 2006 wegen illegalen Waffenbesitzes festgenommen worden, nachdem aus einer Gruppe um Washington bei einem Streit um das Mikrofon bei einem Rap-Konzert in die Zuschauer geschossen worden war. Zwei seiner Begleiter wurden wegen versuchten Totschlags angeklagt.

### The Real Testament
Plies’ von Akon produziertes Album The Real Testament erreichte in der Woche nach der Veröffentlichung im August 2007 Platz 2 in den US-Verkaufscharts, die Single Hypnotized (feat. Akon) erreichte Platz 14, die Single Shawty Platz 9 in den Billboard Hot 100. Das Album wurde von der RIAA mit Gold ausgezeichnet.

### Definition of Real
Das zweite Album Definition of Real wurde im Juni 2008 veröffentlicht. Es erreichte Platz 2 in den Billboard 200 und wurde wie das vorhergehende Album mit Gold ausgezeichnet. Die Single Bust It Baby (Part 2) schaffte es bis in die Top 10 der Single-Charts der USA. Das Album hat Gastauftritte u. a. von Ne-Yo und Trey Songz.

### Da REAList
Da Realist wurde im Dezember 2008 veröffentlicht und schaffte es in der ersten Woche auf Platz 14 der Billboard 200. Bisher wurden die zwei Singles Put It on Ya und Want It, Need It mit Gastauftritten von Chris J und Ashanti veröffentlicht. In kommerzieller Hinsicht blieb der Erfolg deutlich hinter den beiden ersten Alben von Plies zurück.

### Goon Affiliated
Das vierte Studioalbum Goon Affiliated wurde zunächst im Juni 2009 angekündigt und wurde um ein Jahr verschoben. Es stieg im Juni 2010 zwar in die Top 5 der Albumcharts ein, hielt sich dort aber nur zwei Monate und verpasste wie der Vorgänger den Goldstatus. Die beiden Singleauskopplungen Becky und She Got It Made verpassten knapp die Hot 100.

## Diskografie

### Studioalben
| Jahr | Titel              | Höchstplatzierung, Gesamtwochen, AuszeichnungChartsChartplatzierungen (Jahr, Titel, Platzierungen, Wochen, Auszeichnungen, Anmerkungen) | Anmerkungen                          |
| Jahr | Titel              | US | Anmerkungen                          |
| ---- | ------------------ | --- | ------------------------------------ |
| 2007 | The Real Testament | US2 Platin · (38 Wo.)US | Erstveröffentlichung: 7. August 2007 |
| 2008 | Definition of Real | US2 Gold · (21 Wo.)US | Erstveröffentlichung: 10. Juni 2008  |
| 2008 | Da REAList         | US14 Gold · (20 Wo.)US | Erstveröffentlichung:                |
| 2010 | Goon Affiliated    | US5 Gold · (8 Wo.)US | Erstveröffentlichung: 8. Juni 2010   |

### Singles als Leadmusiker
| Jahr | Titel Album                               | Höchstplatzierung, Gesamtwochen, AuszeichnungChartplatzierungen (Jahr, Titel, Album, Platzierungen, Wochen, Auszeichnungen, Anmerkungen) | Höchstplatzierung, Gesamtwochen, AuszeichnungChartplatzierungen (Jahr, Titel, Album, Platzierungen, Wochen, Auszeichnungen, Anmerkungen) | Anmerkungen                                                      |
| Jahr | Titel Album                               | UK | US | Anmerkungen                                                      |
| ---- | ----------------------------------------- | --- | --- | ---------------------------------------------------------------- |
| 2007 | Shawty The Real Testament                 | — | US9 Platin (Mastertone) + Platin · (22 Wo.)US                                                                                            | Erstveröffentlichung: 10. Juli 2007 feat. T-Pain                 |
| 2007 | Hypnotized The Real Testament             | UK66 (6 Wo.)UK | US14 Platin · (23 Wo.)US | Erstveröffentlichung: 11. September 2007 feat. Akon              |
| 2008 | Bust It Baby (Part 2) Definition of Real  | UK81 (2 Wo.)UK | US7 Gold (Mastertone) + Platin · (22 Wo.)US                                                                                              | Erstveröffentlichung: 23. Februar 2008 feat. Ne-Yo               |
| 2008 | Please Excuse My Hands Definition of Real | — | US66 (12 Wo.)US | Erstveröffentlichung: 13. Juni 2008 feat. Jamie Foxx & The-Dream |
| 2008 | Put It on Ya Da REAList                   | — | US31 (13 Wo.)US | Erstveröffentlichung: 7. Oktober 2008 feat. Chris J              |
| 2009 | Want It, Need It Da REAList               | — | US96 (1 Wo.)US | Erstveröffentlichung: 3. März 2009 feat. Ashanti                 |
| 2009 | Becky Goon Affiliated                     | — | US— GoldUS | Erstveröffentlichung: 19. Juli 2009                              |
| 2017 | Real Hitta –                              | — | US100 (1 Wo.)US | Erstveröffentlichung: 6. Mai 2017 feat. Kodak Black              |
| 2018 | Rock –                                    | — | US95 (5 Wo.)US | Erstveröffentlichung: 16. März 2018 Promo-Single                 |

### Singles als Gastmusiker
| Jahr | Titel Album                                         | Höchstplatzierung, Gesamtwochen, AuszeichnungChartplatzierungen (Jahr, Titel, Album, Platzierungen, Wochen, Auszeichnungen, Anmerkungen) | Höchstplatzierung, Gesamtwochen, AuszeichnungChartplatzierungen (Jahr, Titel, Album, Platzierungen, Wochen, Auszeichnungen, Anmerkungen) | Höchstplatzierung, Gesamtwochen, AuszeichnungChartplatzierungen (Jahr, Titel, Album, Platzierungen, Wochen, Auszeichnungen, Anmerkungen) | Anmerkungen |
| Jahr | Titel Album                                         | AT | UK | US | Anmerkungen |
| ---- | --------------------------------------------------- | --- | --- | --- | --- |
| 2007 | I’m so Hood We the Best                             | — | — | US19 Gold + Platin (Mastertone) · (20 Wo.)US                                                                                             | Erstveröffentlichung: 28. August 2007 DJ Khaled feat. T-Pain, Trick Daddy, Rick Ross & Plies                                 |
| 2008 | Out Here Grindin’ We Global                         | — | — | US38 Gold · (15 Wo.)US | Erstveröffentlichung: 24. Juni 2008 DJ Khaled feat. Akon, Plies, Young Jeezy, Rick Ross, Ace Hood, Trick Daddy & Lil’ Boosie |
| 2009 | Wasted The State vs. Radric Davis                   | — | — | US36 Platin · (19 Wo.)US | Erstveröffentlichung: 29. April 2009 Gucci Mane feat. Plies                                                                  |
| 2009 | Hey Daddy (Daddy’s Home) Raymond v. Raymond         | AT68 (1 Wo.)AT | UK— SilberUK | US24 ×2Doppelplatin · (21 Wo.)US | Erstveröffentlichung: 8. Dezember 2009 Usher feat. Plies                                                                     |
| 2010 | Lose My Mind Thug Motivation 103: Hustlerz Ambition | — | — | US35 Platin · (15 Wo.)US | Erstveröffentlichung: 30. März 2010 Young Jeezy feat. Plies                                                                  |
| 2011 | Welcome to My Hood We the Best Forever              | — | — | US79 Gold · (7 Wo.)US | Erstveröffentlichung: 18. Januar 2011 DJ Khaled feat. Rick Ross, Plies, Lil Wayne & T-Pain                                   |
| 2018 | Cross Me Realer                                     | — | — | US— PlatinUS | Erstveröffentlichung: 2018 Youngboy Never Broke Again feat. Lil Baby und Plies                                               |